# Embase
Embase（Excerpta Medica dataBASE の略であり、EMBASE と表記されることが多い）は、出版文献の生物医学および薬理学の書誌データベースであり、情報管理者とファーマコビジランスが認可された医薬品の規制要件に準拠するためのサポートを目的に設計された。 Elsevierが作成した Embase には、1947 年から現在に至るまで、現在発行されている 8,500 を超えるジャーナルからの 3,200 万を超えるレコードが含まれている。 Embase は、その国際的な報道、毎日の更新、およびEMTREEによる薬物索引を通じて、公開された文献の薬物情報の追跡と検索を可能にする。各レコードは完全に索引付けされており、完全な索引付けに先立って、一部のレコードではプレス中の記事が、すべてのレコードでは進行中の記事が利用可能です。 Embase の国際的なカバー範囲は、95 か国の生物医学ジャーナルにまで拡大しており、多数のデータベース ベンダーから入手できる。

## 歴史
1946 年、第二次世界大戦後の医学知識と報告の流れを促進したオランダの医師グループによって、Embase は Excerpta Medica (EM) Abstract Journals として創出された。 EM には、医学部のカリキュラムを解剖学、病理学、生理学、内科、その他の基本的な臨床専門分野別に分類した 13 のジャーナル セクションが含まれていた。このデータベースは、1972 年にElsevierと合併するまで存続した。
1972 年に EM はElsevierと提携し、その後 1974 年に EMBASE (Excerpta Medica database) を形成し、抄録ジャーナルへの電子アクセスをリリースした。 EMBASE ユーザー コミュニティからのフィードバックを受けて、EMBASE クラシックは、1947 年から 1973 年までの医学雑誌のバックファイルとして EMBASE を補完する別のデータベースとして作成され、当時発見された薬物、副作用、内因性化合物などの貴重な文書を提供している。

## 現状
Embase のデータベースは、2,800 万件のレポートに加え、毎年 90万件以上増加してきている。この広範な情報は、専門的および教育的環境の両方で、公開された生物医学または医薬品関連の情報を検索するために使用される。現在、Embase では、 RSS フィードや電子メール アラート システムの実装など、個人的なエクスペリエンスをさらにカスタマイズできます。 新薬および疾患関連の情報が絶えずリリースされており、包括的で信頼できる情報源を提供するために Embase は毎日更新されている。